# Shiro Hashizume
Shiro Hashizume (japanska: 橋爪四郎?, Hashizume Shirō), född 20 september 1928 i Wakayama i Wakayama prefektur, död 9 mars 2023 i Ōta i Tokyo, var en japansk simmare.
Hashizume blev olympisk silvermedaljör på 1500 meter frisim vid sommarspelen 1952 i Helsingfors.